# Uhligia schilskyi
Uhligia schilskyi is een keversoort uit de familie spartelkevers (Mordellidae). De wetenschappelijke naam van de soort is voor het eerst geldig gepubliceerd in 1915 door Csiki.